# Vellore
Vellore (Tamil: வேலூர்) ist eine Stadt mit rund 190.000 Einwohnern im südindischen Bundesstaat Tamil Nadu; sie ist Verwaltungssitz des Distrikts Vellore. Die Stadt ist überdies seit dem Jahr 1953 Sitz eines römisch-katholischen Bistums.

## Lage und Klima
Vellore erstreckt sich auf beiden Ufern des Palar-River etwa 140 km (Fahrtstrecke) westlich von Chennai (ehemals Madras) in einer Höhe von ca. 220 m. Das Klima ist warm bis heiß und in der zweiten Jahreshälfte durchaus regnerisch (ca. 1400 mm/Jahr).

## Bevölkerung
| Jahr      | 2001    | 2011    | 2021    |
| Einwohner | 175.061 | 177.230 | 185.803 |

Ca. 70 % der Einwohner Vellores sind Hindus, ca. 24 % sind Muslime und knapp 5 % sind Christen. Etwas mehr als 1 % entfällt auf die Religionsgemeinschaften der Buddhisten, Jains und Sikhs. Der weibliche Bevölkerungsanteil liegt – ungewöhnlich für Indien – leicht über dem männlichen. Die Hauptsprache ist, wie in ganz Tamil Nadu, das Tamil, das von 71 % der Bevölkerung als Muttersprache gesprochen wird; 21 % sprechen Urdu und 6 % Telugu, aber auch Hindi und Englisch werden von den meisten Städtern verstanden und gesprochen.

## Wirtschaft
Seit Jahrhunderten bildet die Herstellung und Verarbeitung von Leder die wirtschaftliche Grundlage für das Leben in der Stadt. Heute ist Vellore vor allem für sein Krankenhaus, das Christian Medical College (CMC), das als eines der größten und bestausgerüsteten Indiens gilt, sowie für die private Universität Vellore Institute of Technology (VIT) bekannt. Außerdem gibt es mehrere der Universität von Chennai angegliederte Colleges in der Stadt.

## Geschichte
Im Mittelalter stand Vellore unter der Herrschaft der Pallava, Rashtrakuta, Chola sowie des Reiches Vijayanagar. Nach dessen Zerfall infolge der Schlacht von Talikota im Jahre 1565 schwangen sich die Nayaks, die ehemaligen Provinzstatthalter Vijayanagars, zu regionalen Machthabern auf. Auch Vellore geriet unter die Kontrolle eines Nayaks, der in der zweiten Hälfte des 16. Jahrhunderts den Bau einer starken Festung zur Verteidigung der Stadt anordnete. Um die Mitte des 17. Jahrhunderts fiel die Festung in die Hände des Sultans von Bijapur, dessen Truppen jedoch schon 1676 von den Marathen wieder vertrieben wurden. Auf sie folgte 1708 Daud Khan, der erste Nawab von Arcot. Er und seine Nachfolger konnten Vellore bis 1760 halten, als die Briten erstmals bis in die Stadt vorstießen. Wenige Jahre darauf wurde die Festung vom muslimischen Feldherrn Hyder Ali, der sich 1761 an die Spitze des Königreiches Mysore gesetzt hatte, übernommen. Für Hyder Ali und seinen Nachfolger Tipu Sultan stellte sie ein wichtiges Bollwerk gegen die britischen Widersacher dar. Letzteren gelang es jedoch, die Stadt zwischen 1780 und 1782, während des Zweiten Mysore-Krieges, besetzt zu halten. Nach der endgültigen Niederlage Mysores 1799 wurden Tipu Sultans Kinder von den Briten in der Festung Vellore gefangen gehalten.
Berühmt wurde Vellore durch einen Aufstand indischer Söldner gegen ihre britischen Befehlshaber am 10. Mai 1806, der als Vellore Munity in die Geschichte einging. Damals stürmten aufständische Soldaten die Festung Vellore, um die Kinder Tipu Sultans zu befreien. Britische Truppen schlugen die Meuterei jedoch innerhalb weniger Stunden blutig nieder.

## Sehenswürdigkeiten

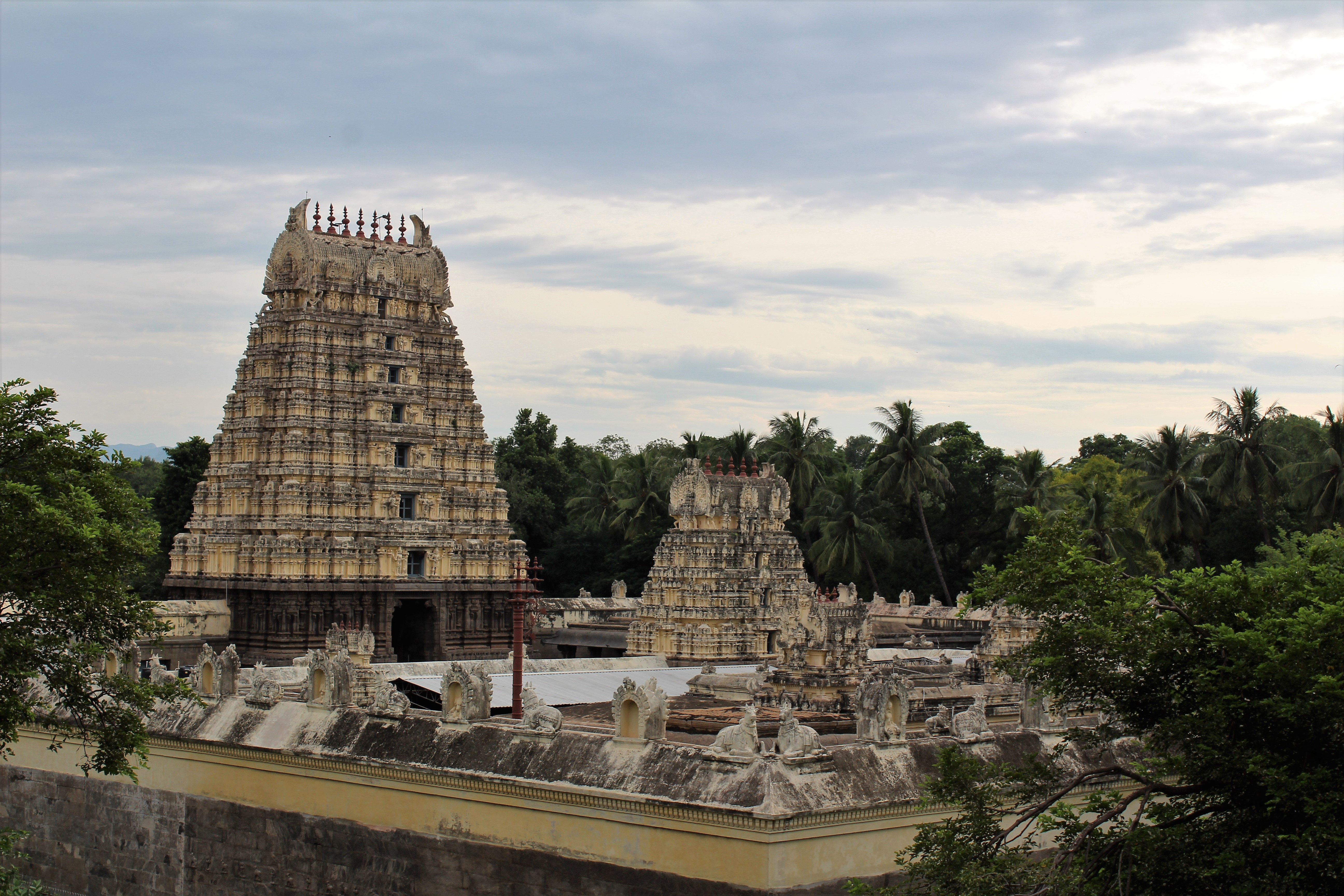
Sri-Jalakandeswarar-Tempel mit Torbauten (gopurams)

- Die meistbesuchte Sehenswürdigkeit der Stadt ist die von einem Wassergraben umgebene Festung (fort) aus dem 16. Jahrhundert.
- Der im Bereich des Forts stehende Jalagandeswarar-Tempel stammt aus der Zeit der Vijayanagar-Herrschaft über die Stadt. Seine vier Torbauten (gopurams) überragen den – innerhalb eines ummauerten Tempelbezirks stehenden – eigentlichen Tempel bei Weitem. Wie die meisten Skulpturen der Epoche entbehren auch die des Jalagandeswarar-Tempels nicht einer gewissen Grobheit der Bearbeitung.
- Die Ende des 20. Jahrhunderts erbaute Assumption Cathedral ist ein Zentralbau mit zahlreichen Giebelfenstern und einem mittigen Kegel.

Umgebung
- Ca. 10 km südwestlich beim Ort Sripuram liegt – innerhalb einer sternförmigen Außenmauer – der im Jahr 2007 eingeweihte Sri Lakshmi Narayani Golden Temple.